# 小美胸銼甲鯰
小美胸銼甲鯰（學名：Rineloricaria microlepidogaster）為輻鰭魚綱鯰形目甲鯰科的其中一種，為熱帶淡水魚，分布於南美洲巴西Laguna dos Patos及阿根廷巴拉那河流域，體長可達19.3公分，棲息在底層水域，生活習性不明，可做為觀賞魚。

## 扩展阅读
維基物種上的相關：小美胸銼甲鯰
[[Category:查爾斯·泰特·里根命名的分類單元|R]